# 難波田春夫
難波田 春夫（なにわだ はるお、1906年3月31日 - 1991年9月1日）は、日本の経済学者。元関東学園大学学長。

## 来歴・人物
兵庫県出身。1934年、東京帝国大学経済学部卒業。1935年、同大学経済学部助手となる。東京帝国大学の土方成美の愛弟子である。1939年の平賀粛学では同僚と共に辞表を提出するものの撤回、助教授に昇進する。1945年11月4日、東京帝国大学経済学部教授会が難波田の退職を決定したことを受け、同大学を辞職。翌年、公職追放。講談社の野間省一の協力を得て、講談社内に経済学研究所を設けて所長となる。1951年の公職追放解除後、1952年に東洋大学教授に着任。1954年、東京都立商科短期大学教授、1966年 - 1978年まで早稲田大学社会科学部教授。その後、高崎経済大学や大東文化大学の教授を歴任し、関東学園大学や酒田短期大学では学長を務めた。大学外では、1957年 - 1971年まで日本学術会議会員、1975年には内外経済調査室理事長を務めた。1991年9月1日死去。享年85。
ヴェルナー・ゾンバルトの社会経済学をいち早く日本に紹介し、共同体に基づく統制経済を主張。その独特の主張には、学界のみならず財界や政界に少なからず支持者を獲得した。『国家と経済』に感銘した読者の一人であった慶応大生の伊藤淳二（元カネボウ会長）が、太平洋戦争（大東亜戦争）出征前に難波田（当時東京帝大助教授）を訪問して教えを請い、以後私淑した。
弟子に武井昭、田村正勝などがいる。

## 主な著作
- 『国家と経済』 第1巻〜第5巻（日本評論社、1938年 - 1943年）
- 『スミス・ヘーゲル・マルクス』（講談社、1948年／講談社学術文庫、1993年）
- 『国家と経済』（講談社、1953年）
- 『国家と経済　近代社会の論理学』（前野書店、1969年）
- 『社会科学研究』（前野書店、1969年）
- 『日本経済研究』（前野書店、1970年）
- 『経済社会学研究』（前野書店、1971年）
- 『近代日本社会経済思想史』（前野書店、1973年）
- 『難波田春夫著作集』（全10巻、早稲田大学出版部、1982年 - 1983年）
  - 1 社会哲学序説
  - 2 スミス・ヘーゲル・マルクス
  - 3 危機の哲学
  - 4 経済学革新の道
  - 5 日本経済構造の原理的考察
  - 6 国家と経済
  - 7 近代日本社会経済思想史
  - 8 日本経済への警告
  - 9 共同体の理論
  - 10 ゾンバルト ドイツ社会主義
- 『近代の超克』（行人社、1992年）
- 『難波田春夫先生回顧録50年史』高崎経済大学、2013年 私家本

### 論文
- CiNii>難波田春夫